# 第4次超級機器人大戰

「第4次超級機器人大戰S」的遊戲封面

《第4次超級機器人大戰》、《第4次超級機器人大戰S》（日语：第4次スーパーロボット大戦、第4次スーパーロボット大戦S）（下稱「第4次」、「第4次S」）是萬普發售的回合制战略角色扮演游戏。

## 概要
以SD比例表現的機器人跨界作品「超級機器人大戰系列」的第5作。《超級機器人大戰EX》（下稱「EX」）的續編，也是DC戰爭系列的第4作兼最終作。另外，SFC用作品《超級機器人大戰外傳 魔裝機神 THE LORD OF ELEMENTAL》中有描寫今作中登場的原創角色《魔裝機神賽巴斯塔》的後日談。

### 移植版
1996年，本作以《第4次超級機器人大戰S》為題移植到PlayStation。2011年7月6日開始於PlayStation Store的Game Archives提供付費下載。標題中的“S”是取自“SCRAMBLE”的頭文字。
内容基本根據《第4次》，但因為在《第4次S》發售前，DC戰爭系列第1作《第2次超級機器人大戰》（下稱「第2次」）的重製作《第2次超級機器人大戰G》（下稱「第2次G」）剛發售，加上《機動武鬥傳G高達》參戰的關係，《第4次S》的故事是承接《第2次G》，而非《第2次》。
另一重要變動則為一部分角色加上配音，這亦是系列首次加入配音。另外亦追加了3DCG動畫、新關卡和BGM，並調整了遊戲平衡度。

### 重製版
1997年，《第4次》的重製版《超級機器人大戰F》及《超級機器人大戰F完結編》（下稱「F」、「F完結編」）發售。但《F》、《F完結編》並非像《第4次S》般的簡易移植，是在內容上作出大幅變更、接近一部全新作品。詳細請參照《F》的頁面。

## 參戰作品

### 一覽
★號為系列初參戰作品。☆號為於本作復歸的作品。V號為在第4次S追加配音的作品。
- ★V超獸機神斷空我（超獣機神ダンクーガ）
- V戰國魔神豪將軍（戦国魔神ゴーショーグン）
- 機動戰士高達（機動戦士ガンダム）
- 機動戰士高達0080：口袋中的戰爭（機動戦士ガンダム ポケットの中の戦争）
- V機動戰士高達0083：星塵的回憶（機動戦士ガンダム STARDUST MEMORY）
- V機動戰士Ζ GUNDAM（機動戦士Ζガンダム）
- V機動戰士高達ZZ（機動戦士ガンダムΖΖ）
- V機動戰士高達 馬沙之反擊（機動戦士ガンダム 逆襲のシャア）
- V機動戰士GUNDAM F91（機動戦士ガンダムF91）
- ☆V無敵鋼人泰坦3（無敵鋼人ダイターン3）
- ★無敵超人珍寶3（無敵超人ザンボット3）
- V聖戰士登霸（聖戦士ダンバイン）
- ★V重戰機（重戦機エルガイム）
- V鐵甲萬能俠（マジンガーZ）
- V鐵甲萬能俠2號（グレートマジンガー）
- 金剛戰神（UFOロボ グレンダイザー）
- V三一萬能俠（ゲッターロボ）
- V三一萬能俠G（ゲッターロボG）
- ★真三一萬能俠（原作漫畫版）（日语：真ゲッターロボ）
- ☆V超電磁機器人 孔巴德拉V（超電磁ロボ コン・バトラーV）
- ★V鬥將戴摩斯（闘将ダイモス）
- ☆V勇者雷登（勇者ライディーン）

### 解說
《超獸機神斷空我》、《無敵超人珍寶3》、《重戰機》、《真三一萬能俠（原作漫畫版）》、《鬥將戴摩斯》等5部作品初參戰。在《EX》沒有參戰的《無敵鋼人泰坦3》、《超電磁機器人 孔巴德拉V》、《勇者雷登》等3部作品再次登場，至此《第2次》至《EX》中參戰過的作品首次聚首一堂。另外，《聖戰士登霸OVA》的薩拜因（サーバイン）、茲瓦烏斯（ズワウス），以及《GUNDAM前哨戰》的S高達亦作為隱藏機體參戰。
《機動戰士高達0080：口袋中的戰爭》的主角克莉絲汀娜·麥肯錫和巴納德·懷茲曼會根據路線選擇等因素影響，直至遊戲完結亦不會登場，即使登場時兩人的機體也會被強制廢棄。。
由於機體數量大幅增加，動畫切入、合體動畫、出擊動畫等也得到大幅強化。另一方面，《EX》中採用的地圖兵器戰鬥動畫和變形影像卻取消了，一部分機體甚至連準備攻擊時的圖像也被取消了。

### 封面登場機体
SFC版
- 艾爾鋼（重戰機）
- 鐵甲萬能俠2號（鐵甲萬能俠2號）
- （超電磁機器人 孔巴德拉V）
- 賽巴斯塔（魔装機神賽巴斯塔）
- 泰坦3（無敵鋼人泰坦3）
- 斷空我（超獸機神斷空我）
- ν高達（機動戰士高達 馬沙之反擊）
- 雷登（勇者雷登）

PlayStation版
- 賽巴斯塔（魔装機神賽巴斯塔）
- 珍寶3（無敵超人珍寶3）
- 真三一1號（真三一萬能俠）
- Ζ高達（機動戰士Ζ高達）
- （鬥將戴摩斯）
- 斷空我（超獸機神斷空我）
- 鐵甲萬能俠（鐵甲萬能俠）
- 雷登（勇者雷登）

## 原創角色
註：聲優為《F》以後的版本登場。

### 主人公
本作的主人公由湖川友謙擔當設計。重製作《F》中雖然同樣有登場，但新增了由河野さち子新設計的樣貌，玩家可以在兩者中選擇。
改變生日月日和血型可以改變精神指令種類，也可以選擇使用超級機器人系・真實系機器人系其中一方。選擇超級系的話會持有「底力」、真實系則會持有「Newtype（ニュータイプ）」技能，另外雙方都會持有。性格方面，選擇超級系會是「超強氣」、真實系則為「強氣」。此外不論選哪一系，在遊戲中也可以隨意轉乘任何高達系機體。
男性主人公會有較高的精神點數，而女性主人公則會有較高的技量・回避值。雖然大致上故事是沒有分別，但根據主人公的選擇，路線分歧會有一些變動（真實系是入手特定機體的情節、超級系則是超級機器人追加新兵器的情節）。
不論選擇的是哪一系，最初的主人公機體都是亡靈，但超級系、真實系間的性能和武器會有不同。隨著故事推進，超級系會轉乘古倫加斯特、真實系則轉乘凶鳥。這些後繼機的名字跟顏色都能作出變更。雖然古倫加斯特有部分武器附有機體名稱，但若機體名作出了變更，武器的名稱也會相應作出變化。
序盤時會發生選擇「是」「否」有戀人的情節出現。根據選擇，之後的故事會出現變化，也會影響戀人加入我方的時間。選擇「是」的話戀人會以迪坦斯的新人駕駛員登場，並能在之後的關卡中透過「說得」讓他加入。選擇「否」的話則會在通過某關後以隆巴納隊的新人加入我方。雖然戀人沒有專用機，但可以讓他搭乘高達系機體或亡靈。
設定上主人公是特斯拉·萊許研究所所長的兒子／女兒，也在奈梅亨士官學校以次席畢業。首席則為戀人。選擇超級系的話會在光子力研究所加入隆巴納隊，真實系的話將作為隆巴納隊新人加入。《第4次S》追加了在序盤遭遇敵方（蓋斯特）三將軍之一的羅菲（詳細後述）的關卡，並可以在終盤透過「說得」使他不用戰死。
（聲優：難波圭一）
愛稱：
性格：
伊倫加特·風原（聲優：堀内賢雄）
愛稱：伊魯姆
性格：理論家だけど異性好き
（聲優：石野龍三）
愛稱：
性格：
（聲優：關俊彥）
愛稱：
性格：
（聲優：林原惠）
愛稱：
性格：
（聲優：宮村優子）
愛稱：
性格：
（聲優：日高範子）
愛稱：
性格：
毛 琳（聲優：緒方惠美）
愛稱：琳
性格：
在這8人中，只有伊魯姆和琳有在α系列和OG系列登場，但是人物設計和設定均有變更。

### 蓋斯特（ゲスト、Guest）
正式名稱是佐沃克（ゾヴォーク）。「蓋斯特」這名稱是由地球人命名的。和在《第3次》中登場的監察官（インスペクター）屬於同一政治組織。他們也是引起南極事件和使地球圏陷入混乱的契機，以及整個DC戰爭系列的黑幕。當中蓋斯特三將軍之一的瑟汀雖然也有說過「蓋斯特」一詞，但似乎並不滿意這個稱呼。
葛羅菲斯·拉克雷（聲優：林一夫（《F》/《F完結篇》）、池添朋文（《OG系列》））
通稱羅菲（ロフ）。原本是瑟汀的未婚夫。現在是蓋斯特指揮官兼傭兵隊長。討厭卑怯無道的手段。因為不斷被迫參加無理的戰鬥而逐漸對傭兵業感到心灰意冷。
（聲優：大林隆介（《F》/《F完結篇》）、長（《OG系列》））
通稱澤布（ゼブ）。蓋斯特指揮官。有點喜歡獨斷專行・無視命令的傾向，但因為屢次取得優秀戰果而令上層部一直默認他的行動。有喜歡把字詞拉長發音的癖好。很為同伴著想。與梅基波斯是多年好友。
瑟斯汀·查夫勞斯（聲優：水谷優子）
通稱瑟汀（セティ）。蓋斯特指揮官。右眼帶著網膜投影式投影裝置。原本是羅菲未婚妻，但即使現在仍很在意羅菲。
狄尼克·塞賽南（聲優：政宗一成（《F》/《F完結篇》）、廣瀨正志（《OG系列》））
蓋斯特總司令官。是一名強硬派人物。非常傲慢且不把對手放在眼內。由於手段卑鄙骯髒，連本國政府也對他十分不滿。以前也曾經到過地球。
梅基波斯·波爾昆迪（聲優：石田彰）
出身於名門波爾昆迪家。原本是監察官的指揮官。在《第3次》本以為已經死亡，但透過改造身體而得以復活。現在以統括蓋斯特和監察官兩邊陣營的最高機關「樞密院」的特使身分來訪地球。

## STAFF
總監督・劇本・導演
阪田雅彦
製作人
じっぱひとからげ（SFC版）、寺田貴信（PS版）
音樂
山根昇（SFC版）、藤本大輔（SFC版）、三垣敦史（PS版）
美術監督
戸田篤樹
原气機體設計
大河原邦男、カトキハジメ、福地仁、宮武一貴、守谷淳一、レイアップ
原創人物設計
湖川友謙

## 廣告

### TVCM
SFC版
配合廣告曲「出撃!スーパーロボット大戦」播放機器人的影像。
PS版
配合廣告曲「出撃!スーパーロボット大戦」，播放以3D圖像描繪的機器人的影像。實際的戰鬥動畫也加上配音，這也成為廣告的重點。旁白是大塚明夫。

## 關連商品

### 攻略本
- 第4次スーパーロボット大戦 スーパーガイド ISBN 9784890526796
- 第4次スーパーロボット大戦 完全攻略ガイド ISBN 9784073028246
- スーパーファミコン必勝法スペシャル 第4次スーパーロボット大戦 ISBN 9784766921816
- 第4次スーパーロボット大戦 必勝攻略法 ISBN 9784575284478
- 覇王ゲームスペシャル 第4次スーパーロボット大戦
- 第4次スーパーロボット大戦 完全攻略本
- 第4次スーパーロボット大戦S 完全攻略ガイド ISBN 9784073042204
- 第4次スーパーロボット大戦S パーフェクトガイド ISBN 9784890529087
- 第4次スーパーロボット大戦S 必勝攻略法 ISBN 9784575285628
- 覇王ゲームスペシャル 第4次スーパーロボット大戦S

### 漫畫
第4次スーパーロボット大戦 4コマギャグバトル
1996年8月10日初版、光文社、火の玉ゲームコミックシリーズ。ISBN 9784334803377
數名漫畫家創作的，有關本作的4格漫畫。
スーパーロボット大戦コミック
1996年11月28日初版、雙葉社、アクションコミックス。ISBN 9784575934724
超級機器人大戰漫畫系列的第1卷。收錄了數名漫畫家創作的，有關本作的4格漫畫和短編漫畫，以及石川賢的《三一萬能俠》。

### CD
第4次スーパーロボット大戦 勢ぞろいミュージックバトル
1995年4月26日發售 キティエンタープライズ
收錄了本編BGM、3首新編曲的原聲CD。新編曲中的2首「TIME TO COME」和「熱風! 疾風! サイバスター」由MIO主唱。
スーパーロボット大戦 鋼のコクピット
1998年12月18日發售 ファーストスマイル・エンタテインメント
收錄了主人公機體以及主人公共8人的主題曲的專輯。

## 外部連結
- PS官方網頁 第4次超級機器人大戰S（通常版） 介紹網頁 （页面存档备份，存于）
- PS官方網頁 第4次超級機器人大戰S（PlayStation the Best版） 介紹網頁 （页面存档备份，存于）
- PS官方網頁 第4次超級機器人大戰S（Game Archives版） 介紹網頁 （页面存档备份，存于）